# Выборы глав субъектов Российской Федерации в 2013 году
В 2013 году в России прошли выборы глав субъектов в рамках Единого дня голосования 8 сентября 2013 года. Как и в 2012 году, по официальным данным победу одержали временно исполняющие обязанности главы регионов (4 из 8 занимали пост главы региона до получения ими статуса и.о.) в первом туре.  Все кандидаты выдвигались от какой-либо политической партии. Однако, если год назад количество кандидатов на руководящий пост ни в одном регионе не превысило четырёх, то в 2013 выдвинуло уже до 7 человек (Владимирская область).
| Дата выборов         | Вид выборов                                      | Результаты выборов (избранное должностное лицо, повторное голосование, недействительность выборов) | Итоги голосования (в процентах) | Примечания |
| 8 сентября 2013 года | Выборы главы Республики Хакасия                  | | явка — 37,84 % Виктор Зимин, временно исполняющий обязанности главы — 63,41 % Виктор Соболев, депутат госдумы от ЛДПР — 9,94 % Игорь Чунчель, депутат Верховного Совета Республики Хакасия от КПРФ — 8,66 % Денис Бразаускас, директор ООО «Гражданстрой» (выдвинут от партии «Коммунисты России») — 5,63 % Владимир Быков, Заместитель директора по техническим вопросам ООО УК «Жилсервис» (выдвинут партией «Патриоты России») — 4,78 % Николай Дудко, депутат Верховного Совета Республики Хакасия от партии «Справедливая Россия» — 3,62 %                              | Первые прямые выборы главы региона после почти 9-летнего перерыва |
| 8 сентября 2013 года | Выборы губернатора Забайкальского края           | | явка — 35,47 % Константин Ильковский, временно исполняющий обязанности губернатора — 71,63 % Николай Мерзликин, депутат Законодательного собрания Забайкальского края от КПРФ — 11,74 % Василина Кулиева, бывший депутат госдумы от ЛДПР — 10,13 % Руслан Балагур, депутат Законодательной Думы Хабаровского края от партии «Справедливая Россия» — 2,77 % | Первые выборы после объединения Читинской области и Агинского Бурятского автономного округа в Забайкальский край. Также примечательным является то, что победивший кандидат представляет, позиционирующую себя оппозиционной, партию «Справедливая Россия». При этом, правящая партия «Единая Россия» Ильковского поддержала. |
| 8 сентября 2013 года | Выборы губернатора Хабаровского края             | | явка — 33,89 % Вячеслав Шпорт, временно исполняющий обязанности губернатора — 63,92 % Сергей Фургал, депутат госдумы от ЛДПР — 19,14 % Владимир Постников, депутат Законодательной Думы Хабаровского края от КПРФ — 9,73 % Сергей Ящук, депутат Законодательной Думы Хабаровского края от партии «Справедливая Россия» — 3,99 % | Первые прямые выборы главы региона после почти 9-летнего перерыва |
| 8 сентября 2013 года | Выборы губернатора Владимирской области          | | явка — 28,51 % Светлана Орлова, временно исполняющий обязанности губернатора — 74,73 % Анатолий Бобров, заместитель председателя Законодательного Собрания Владимирской области от КПРФ — 10,64 % Владимир Сипягин, помощник депутата госдумы, представитель от ЛДПР — 3,88 % Вячеслав Картухин, директор ВлГУ (выдвинут партией «Гражданская позиция») — 2,48 % Аркадий Колесников адвокат (выдвинут партией «Правое дело») — 1,96 % Борис Анчухин пенсионер (выдвинут КПСС) — 1,77 % Игорь Шубников председатель регионального отделения партии «Патриоты России» — 1,60 % | Первые прямые выборы главы региона после почти 13-летнего перерыва |
| 8 сентября 2013 года | Выборы губернатора Магаданской области           | | явка — 32,28 % Владимир Печёный, временно исполняющий обязанности губернатора — 73,11 % Сергей Иваницкий, депутат Магаданской городской Думы от КПРФ — 14,84 % Сергей Плотников, депутат Магаданской городской Думы от ЛДПР — 5,32 % Эдуард Шуберт, преподаватель СВГУ (выдвинут партией «Справедливая Россия») — 4,57 % | Первые прямые выборы главы региона после 10-летнего перерыва |
| 8 сентября 2013 года | Выборы губернатора Московской области            | | явка — 38,58% Андрей Воробьёв, временно исполняющий обязанности губернатора — 78,94 % Константин Черемисов, депутат Мособлдумы от КПРФ — 7,72 % Геннадий Гудков, бывший депутат госдумы от партии «Справедливая Россия» (выдвинут партией «Яблоко») — 4,43 % Максим Шингаркин, депутат госдумы от ЛДПР — 2,52 % Надежда Корнеева, заместитель председателя партии «Патриоты России» — 2,27 % Александр Романович, депутат госдумы от партии «Справедливая Россия» — 1,83 %                                                                                                   | Первые прямые выборы главы региона после почти 10-летнего перерыва |
| 8 сентября 2013 года | Выборы мэра Москвы                               | | явка — 32,03 % Сергей Собянин, временно исполняющий обязанности мэра — 51,37 % Алексей Навальный, адвокат, учредитель Фонда борьбы с коррупцией (выдвинут РПР-ПАРНАС) — 27,24 % Иван Мельников, депутат госдумы от КПРФ, член президиума ЦК КПРФ — 10,69 % Сергей Митрохин, председатель партии «Яблоко» — 3,51 % Михаил Дегтярёв, депутат госдумы от ЛДПР — 2,86 % Николай Левичев, председатель партии «Справедливая Россия», депутат госдумы от партии «Справедливая Россия» — 2,79 %                                                                                     | Первые прямые выборы главы региона после почти 10-летнего перерыва |
| 8 сентября 2013 года | Выборы губернатора Чукотского автономного округа | | явка — 64,44 % Роман Копин, временно исполняющий обязанности губернатора — 79,84 % Ольга Васина, депутат думы Чукотского автономного округа от ЛДПР — 9,80 % Пётр Чёрненький, советник отдела организации медицинской помощи взрослому населению Управления здравоохранения Департамент социальной политики Чукотского АО (выдвинут партией «Справедливая Россия») — 7,43 % | Первые прямые выборы главы региона после почти 13-летнего перерыва |